# سیارک ۸۹۴۰
سیارک ۸۹۴۰ (به انگلیسی: 8940 Yakushimaru، نامگذاری:1997BA2) هشت هزار و نهصد و چهلمین سیارک کشف شده‌است که در ۲۹ ژانویه ۱۹۹۷ کشف شد.
قدر مطلق سیارک برابر ۱۲٫۸۰ است.